# Hiroyuki Takasaki
Hiroyuki Takasaki (japanisch 高崎 寛之 Takasaki Hiroyuki; * 17. März 1986 in der Präfektur Ibaraki) ist ein japanischer Fußballspieler.

## Karriere
Hiroyuki Takasaki erlernte das Fußballspielen in der Universitätsmannschaft der Komazawa-Universität. Seinen ersten Vertrag unterschrieb er 2008 bei Urawa Reds. Der Verein spielte in der höchsten Liga des Landes, der J1 League. Für den Verein absolvierte er zwei Erstligaspiele. 2009 wurde er an den Zweitligisten Mito HollyHock ausgeliehen. Für den Verein absolvierte er 46 Ligaspiele. 2010 kehrte er zu Urawa Reds zurück. Für den Verein absolvierte er 20 Erstligaspiele. 2012 wechselte er zum Zweitligisten Ventforet Kofu. Für den Verein absolvierte er 27 Ligaspiele. 2013 wechselte er zum Ligakonkurrenten Tokushima Vortis. Am Ende der Saison 2013 stieg der Verein in die J1 League auf. Für den Verein absolvierte er 55 Ligaspiele. 2015 wechselte er zum Ligakonkurrenten Kashima Antlers. Für den Verein absolvierte er 13 Erstligaspiele. Im August 2015 wurde er an den Ligakonkurrenten Montedio Yamagata ausgeliehen. Für den Verein absolvierte er neun Erstligaspiele. 2016 kehrte er zu Kashima Antlers zurück. Im April 2016 wechselte er zum Zweitligisten Matsumoto Yamaga FC. 2018 wurde er mit dem Verein Meister der J2 League und stieg in die J1 League auf. Für den Verein absolvierte er 137 Ligaspiele. 2020 wechselte er zum Drittligisten FC Gifu nach Gifu. Für Gifu stand er 32-mal in der dritten Liga auf dem Spielfeld. Ende Dezember 2020 verließ er Japan und ging nach Vietnam. Hier unterschrieb er einen Vertrag beim Sài Gòn FC. Der Verein aus Ho-Chi-Minh-Stadt spielte in der ersten vietnamesischen Liga, der V.League 1. Für den Sài Gòn FC absolvierte er fünf Spiele in der ersten Liga. Ende August 2021 kehrte er nach Japan zurück. Am 1. Oktober 2021 verpflichtete ihn der japanische Zweitligist Ventforet Kofu. Für Ventforet absolvierte er drei Zweitligaspiele. 2022 unterschrieb er einen Vertrag beim Regionalligisten Antelope Shiojiri.

## Erfolge
Urawa Reds
- J.League Cup: 2011 (Finalist)

Kashima Antlers
- Japanischer Meister: 2016
- Japanischer Ligapokalsieger: 2015
- Japanischer Pokalsieger: 2016